# Aerosol para el cabello

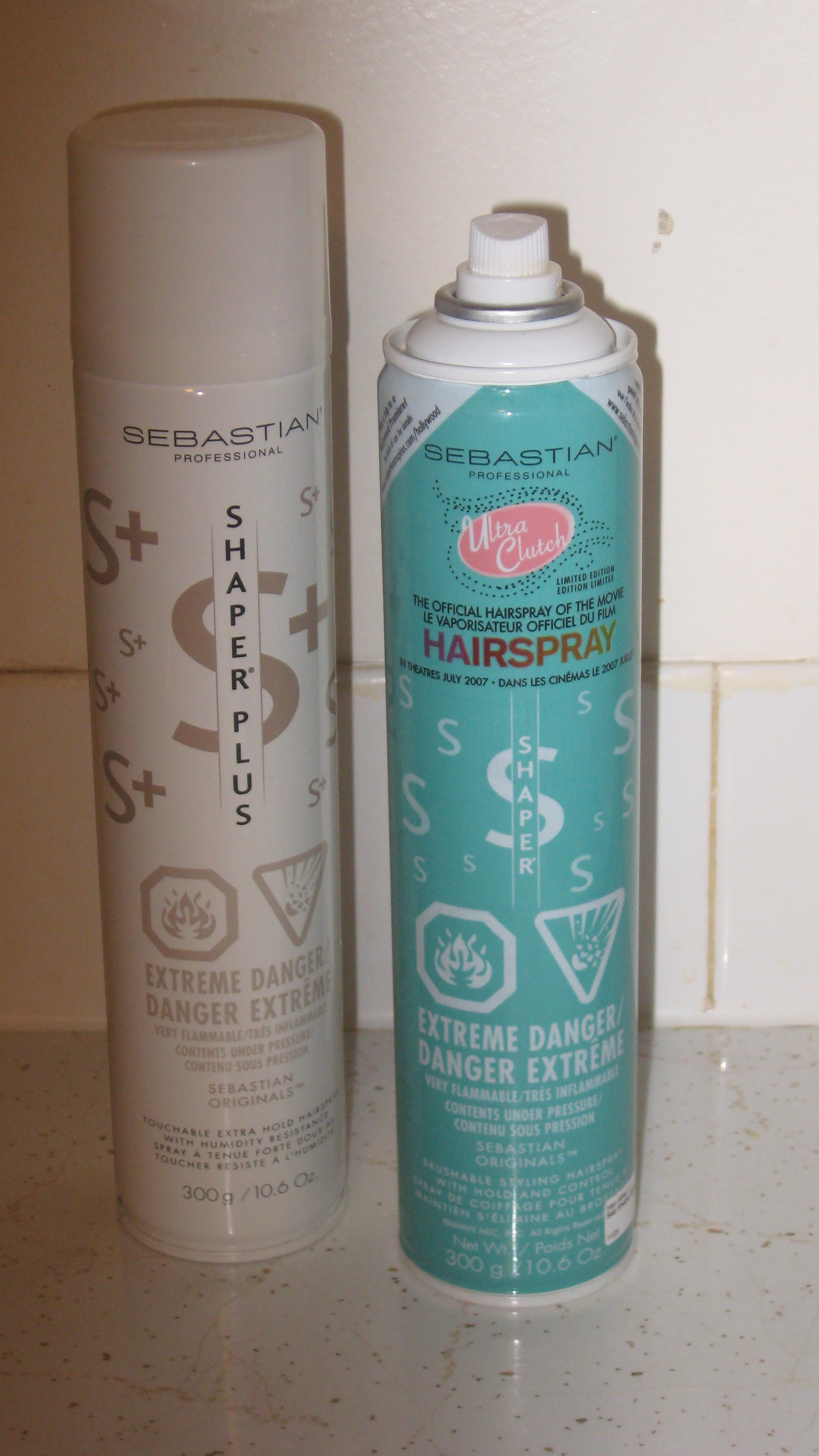
Dos variedades de aerosoles para el cabello.

El aerosol para el cabello, spray para el pelo o laca es un producto cosmético común que se pulveriza sobre el pelo de manera de endurecerlo o que permanezca fijado un estilo de peinado. El aerosol puede ser colocado mediante una bomba o una boquilla de un recipiente de aerosol.
El aerosol para el cabello fue desarrollado y fabricado en la década de 1940 por la Chase Products Company del inmigrante libanés Tanios Chakchay, con sede en Broadview, Illinois, Estados Unidos.

## Composición química
Desde su invención las fórmulas del aerosol para el cabello han ido variando como consecuencia de patentes, estrategias de diferenciación de producto, regulaciones medioambientales relacionadas con los gases propelentes, regulaciones de la salud que dependen de cada país en cuanto a los ingredientes específicos, cambios en los costos de los ingredientes, y éxito en el mercadeo de ciertas marcas lo cual produce la proliferación de productos con fórmulas parecidas.
La formulación original se basaba en una laca con un solvente orgánico impulsada por clorofluorocarburos o CFC, los cuales serían posteriormente prohibidos por razones relacionadas con sus efectos sobre el medioambiente global.

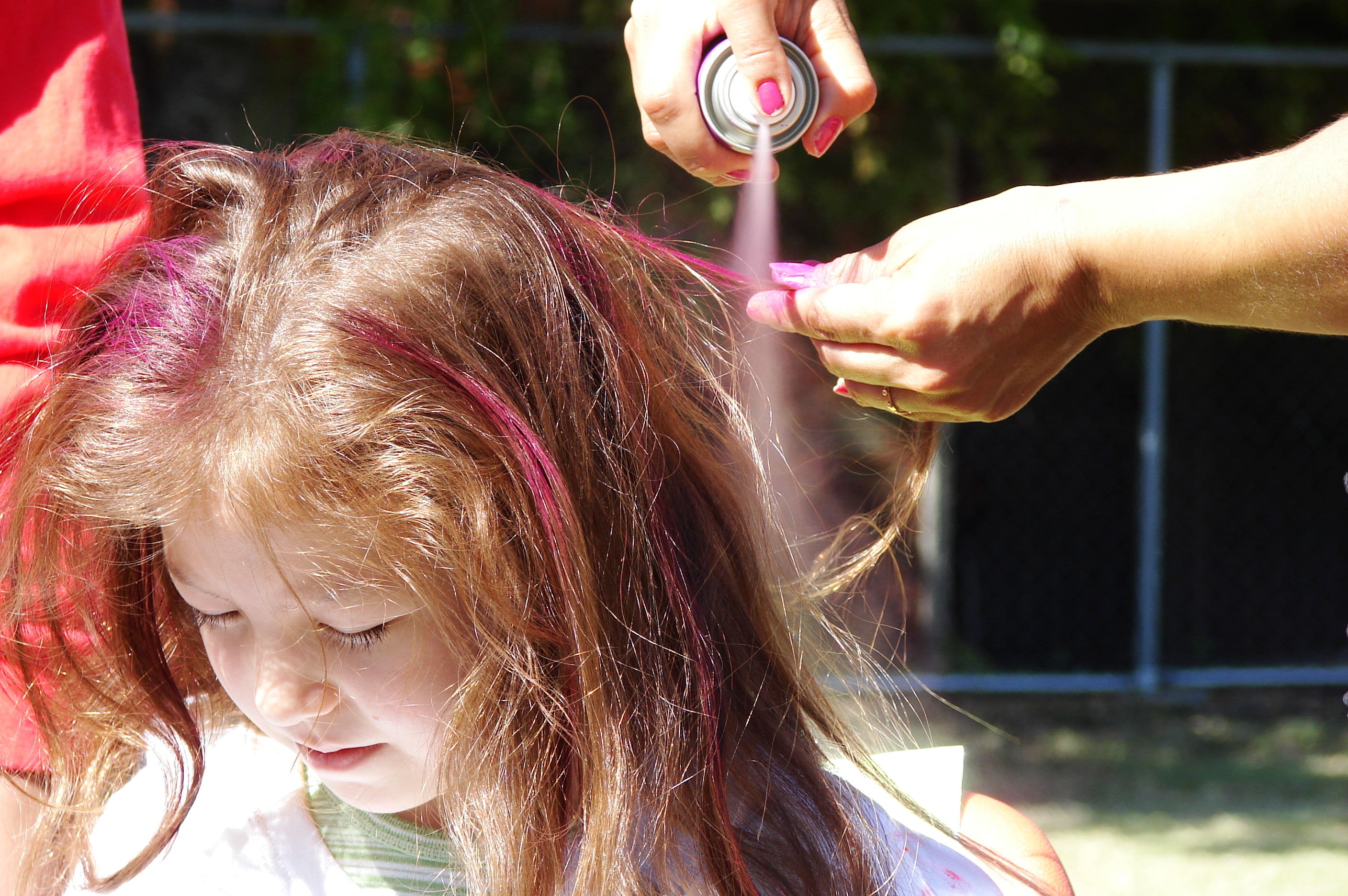
Una variedad de aerosoles con pigmentos permite teñir temporalmente el cabello

Posteriormente en numerosas sitios se restringió el uso de recubrimientos que utilizaran solventes (véase regulaciones sobre COV) lo que fue un incentivo para reemplazar algunos de los solventes orgánicos por agua, que a su vez era más barata. Por las mismas razones, los recubrimientos de superficies tales como pinturas tipo emulsiones al agua y barnices (conteniendo resinas que se polimerizan mediante oxidación) y lacas en emulsiones con agua o productos tipo shellac (conteniendo resinas que siempre son sólidas) se introdujeron al mercado con sumo éxito tanto para aplicarlos mediante pincel como en aerosol. Sin embargo, los aerosoles para el cabello de tipo emulsión (los cuales requerirían ser agitados antes de utilizarlos) no han tenido el mismo nivel de éxito y los productos tipo aerosol que son principalmente agua (utilizada como vehículo portador y solvente) todavía poseen un elevado contenido de COV.
Las composiciones de las soluciones utilizadas por los aerosoles modernos para el cabello por lo general contienen copolímeros como ingrediente activo además del carrier. Los polímeros se preparan por lo general a partir de diversos monómeros, tales como por ejemplo, vinilos, acrílicos, acrilamidas, dicarboxílicos no saturados y anhídridos. Dependiendo de los monómeros específicos utilizados, los polímeros resultantes pueden ser aniónicos, catiónicos o anfotéricos. Los propelentes típicos incluyen alcoholes livianos, en el rango de carbono C2 a C4, agua e impulsantes tales como alcanos en el rango del carbono C1 al C4, éteres tales como el dimetil éter y gases tales como el nitrógeno y el dióxido de carbono.
Un aspecto importante en la formulación de aerosoles para el cabello es la estabilidad de la solución o emulsión bajo almacenamiento prolongado con congelamiento y fusión, particularmente cuando se encuentra formulado con un bajo contenido de COV.